# محمد داود محمد
محمد داود محمد (انگلیسی: Mohamed Daud Mohamed؛ زادهٔ ۱ مارس ۱۹۹۶) دوندهٔ رشتهٔ دو استقامت اهل سومالی است. او به‌نمایندگی از سومالی در بازی‌های المپیک تابستانی ۲۰۱۶ در مسابقهٔ ۵۰۰۰ متر مردان شرکت کرد؛ زمان او در مرحلهٔ مقدماتی این مسابقه برابر با ۱۴:۵۷٫۸۴ که برای احراز صلاحیت او جهت راه‌یابی به مرحلهٔ فینال کافی نبود. او در رژهٔ کشورها پرچم‌دار سومالی بود.